# Wendy Smith-Sly
Wendy Smith-Sly, angleška atletinja, * 5. november 1959, Hampton, London, Anglija, Združeno kraljestvo.
Nastopila je na poletnih olimpijskih igrah v letih 1984 in 1988, leta 1984 je osvojila naslov olimpijske podprvakinje v teku na 3000 m, leta 1988 pa sedmo mesto. Na evropskih dvoranskih prvenstvih je osvojila bronasto medaljo v isti disciplini leta 1988, na igrah Skupnosti narodov pa srebrno medaljo leta 1982.